# Старобазарный сквер
Старобазарный сквер (укр. Старобазарний сквер) — городской парк в Одессе, в центральном районе города, на пересечении Базарной улицы и Александровского проспекта.

## История
Бывшая рыночная площадь. В 1830-х годах обустраивалась архитектором Георгием Торичелли.
В послевоенные годы на этой территории был устроен детский сквер им. С. М. Кирова (архитекторы Я. С. Гольденберг, Г. Е. Вурзель)

## Достопримечательности

Памятник Антону Головатому

Памятник Антону Головатому (2006, скульптор Токарев А., архитектор Чепелев В. Н.)